# Fred Pearce
Fred Pearce (* 30. Dezember 1951 in Großbritannien) ist ein britischer Autor und Journalist.

## Leben
Pearce hat sich seit den 1980er Jahren mit den Themen Umwelt, Entwicklung und Populärwissenschaft befasst. Die Themen betrafen mehr als 60 Länder rund um den Globus und z. B. die Auswirkungen von menschlichen Tätigkeiten auch auf die Wasserverteilung und den Klimawandel.
Derzeit ist Pearce der Umweltberater der Zeitschrift New Scientist und schreibt regelmäßig Beiträge für britische und US-amerikanische Zeitungen und Zeitschriften wie The Daily Telegraph, The Guardian, The Independent sowie Audubon, Foreign Policy, Popular Science usw. Seine Bücher wurden bisher in mehrere Sprachen wie Französisch, Deutsch und Japanisch übersetzt. Er schrieb eine Anzahl von Berichten für den WWF, das Rote Kreuz, UNESCO, Weltbank sowie internationale und staatliche Umweltorganisationen.
Sein Buch Die neuen Wilden wurde 2016 als Wissensbuch des Jahres in der Kategorie „Zündstoff“ ausgezeichnet.

## Veröffentlichungen
- Turning up the heat: Our Perilous Future in the Global Greenhouse. Verlag Paladin, November 1989. ISBN 0-586-08915-2.
  - deutsch von Karl-Heinz Gschrey: Treibhaus Erde: Die Gefahren der weltweiten Klimaveränderungen. Westermann, Braunschweig 1990, ISBN 3-07-509238-X.
- Green Warriors: The People and the Politics behind the Environmental Revolution. 1991.
- Keepers of the Spring: Reclaiming Our Water in an Age of Globalization. Island Press, Washington D.C. 2004, ISBN 1-55963-681-5.
- Earth Then and Now. Mitchell Beazley, 2007, ISBN 978-1-84533-246-4.
  - deutsch von Martina Fischer: Die Erde früher und heute. Bilder eines dramatischen Wandels. Fackelträger Verlag, Köln 2007, ISBN 978-3-7716-4349-2.[1]
- When the Rivers Run Dry: What Happens when Our Water Runs Out? 2007, ISBN 978-1-903919-58-3.
  - deutsch von Gabriele Gockel und Barbara Steckhan: Wenn die Flüsse versiegen. Kunstmann, München 2007, ISBN 978-3-88897-471-7.
- The Last Generation: How Nature Will Take Revenge for Climate Change. Eden Project Books, 2007, ISBN 978-1-903919-88-0.
  - deutsch: Das Wetter von morgen: Wenn das Klima zur Bedrohung wird. Kunstmann, München 2007, ISBN 978-3-88897-490-8.
- Confessions of an Eco Sinner. Eden Project Books, 2008, ISBN 978-1-905811-10-6.
  - deutsch von Susanne Kuhlmann-Krieg und Barbara Steckhan: Viermal um die ganze Welt: Bekenntnisse eines Öko-Sünders. Fackelträger Verlag, Köln 2008, ISBN 978-3-7716-4383-6.
- mit anderen (Kinderbuch): The Big Green Book. Eden Children’s Books, 2010, ISBN 978-1-905811-43-4.
- The Land Grabbers: The New Fight over Who Owns the Earth. 2012, ISBN 978-0-8070-0324-4.
  - deutsch von Gabriele Gockel und Barbara Steckhan: Land Grabbing: Der globale Kampf um Grund und Boden. Kunstmann, München 2012, ISBN 978-3-88897-783-1.
- The New Wild: Why Invasive Species Will Be Nature's Salvation. 2015.
  - deutsch: Die neuen Wilden: Wie es mit fremden Tieren und Pflanzen gelingt, die Natur zu retten. Oekom, München 2016, ISBN 978-3-86581-768-6.[2]
- Fallout, Beacon Press, Boston 2018
  - deutsch: Fallout, Das Atomzeitalter – Katastrophen, Lügen und was bleibt, Kunstmann, München 2019, ISBN 978-3-95614-359-5.